# 麝香甜瓜
麝香甜瓜是长毛甜瓜（厚皮甜瓜）的一个栽培群，果实为球形、扁球形或卵形。瓜皮一般有纵沟或纵纹，有或无网纹。瓜肉一般为橙色。瓜蒂在成熟時會自動脫落。与其他厚皮甜瓜相比，麝香甜瓜有一股浓郁的异香。
此栽培群原本分属两个栽培群：坎塔卢波甜瓜和网纹麝香甜瓜。前者以瓜皮纵沟为特点，后者以瓜皮网纹为特点，但由于存在很多中间类型，二者并为一群。现在二者对应的英文名和常常互换使用。由于真正的坎塔卢波甜瓜在欧洲以外大部分地区不如网纹麝香甜瓜常见，一词反而经常指代网纹麝香甜瓜。而一词也常常用来泛指蜜瓜（甜度高的厚皮甜瓜）。
台灣俗稱的網紋洋香瓜並不局限於網紋麝香甜瓜，還包括冬甜瓜中的伯爵甜瓜/阿露斯系蜜瓜（瓜肉綠色，非瓜熟蒂落型）等其它栽培群的網紋蜜瓜以及相關的跨栽培群雜交品種，如夕張王蜜瓜（伯爵甜瓜與麝香甜瓜雜交的品種）、安第斯蜜瓜（血統複雜）、加利亞甜瓜。

## 类型
麝香甜瓜大体上可以分为以下类型：
- 深沟麝香甜瓜瓜皮有深纵沟。品种举例：白底普雷斯科特、餐桌乐事。
- 浅沟麝香甜瓜瓜皮有浅纵沟。品种举例：翁夫勒糖瓜（Sucrin de Honfleur）、美国凤梨瓜（Ananas d'Amérique）。
- 夏朗德型甜瓜（Charentais type）瓜皮有绿色纵纹，瓜肉橙色。
- 奥根型甜瓜（Ha'Ogen type）瓜皮有绿色纵纹，瓜肉绿色。
- 美西甜瓜（American Western type）瓜皮无纵沟或纵沟不明显，全部密布网纹，果实中间的空腔小。[6]
- 美东甜瓜（American Eastern type）瓜皮纵沟明显，网纹密布于除纵沟以外的部分，果实中间的空腔大。[6]
- 托斯卡纳甜瓜（Tuscan type）瓜皮类似美东甜瓜，但果实中间的空腔小。[7]

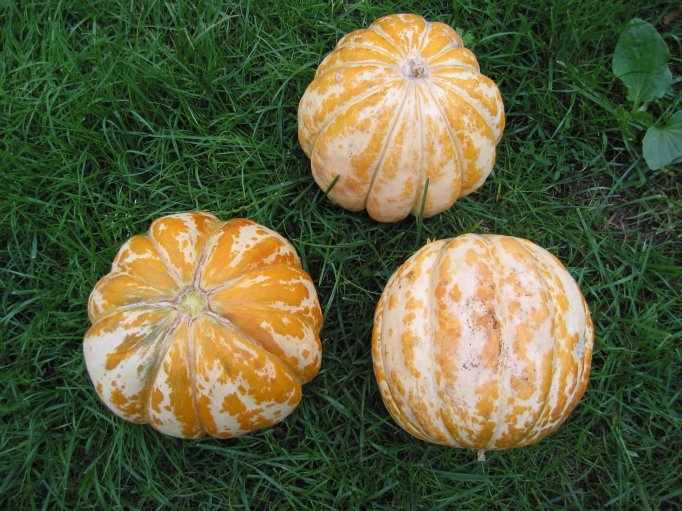
深沟麝香甜瓜 （坎塔卢波甜瓜）
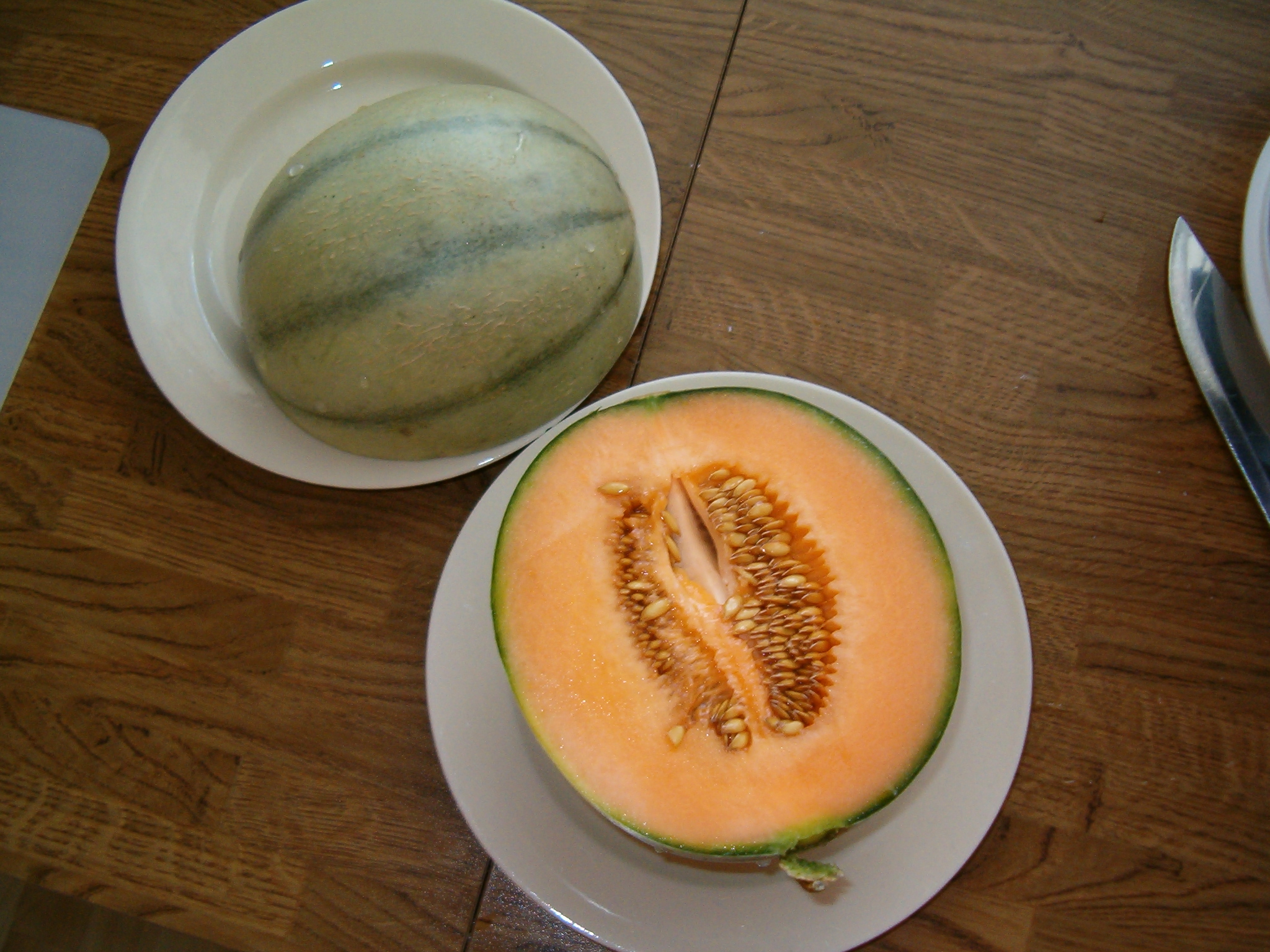
夏朗德甜瓜（英语：Charentais melon） （坎塔卢波甜瓜）
美西甜瓜 （网纹麝香甜瓜）
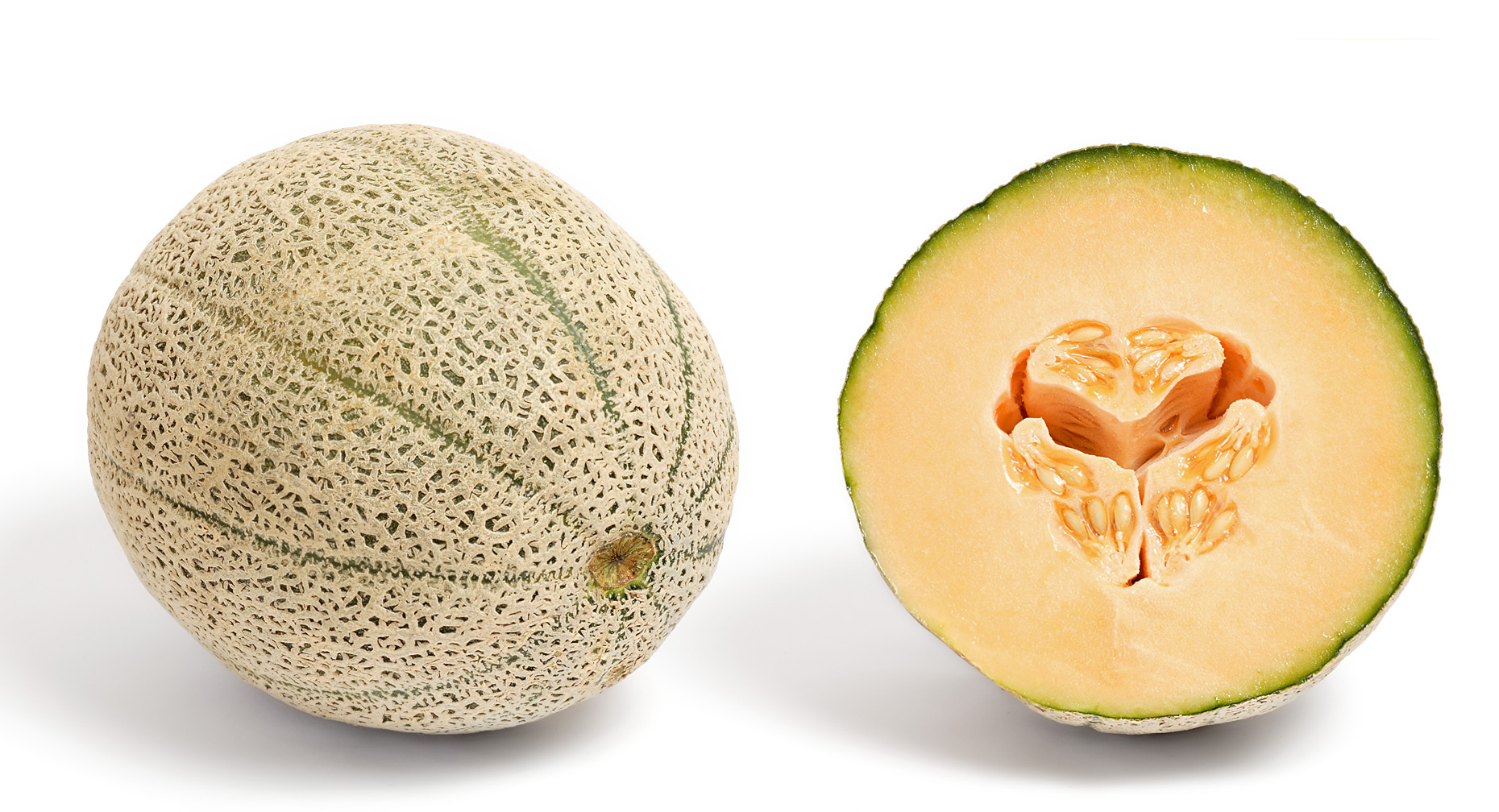
美东甜瓜 （网纹麝香甜瓜）

## 麝香甜瓜入饌
主條目：瓜類菜色列表
在西方，麝香甜瓜和帕尔玛火腿可以稱得上是絕配。